# Anna Wiktorowna Pjatych

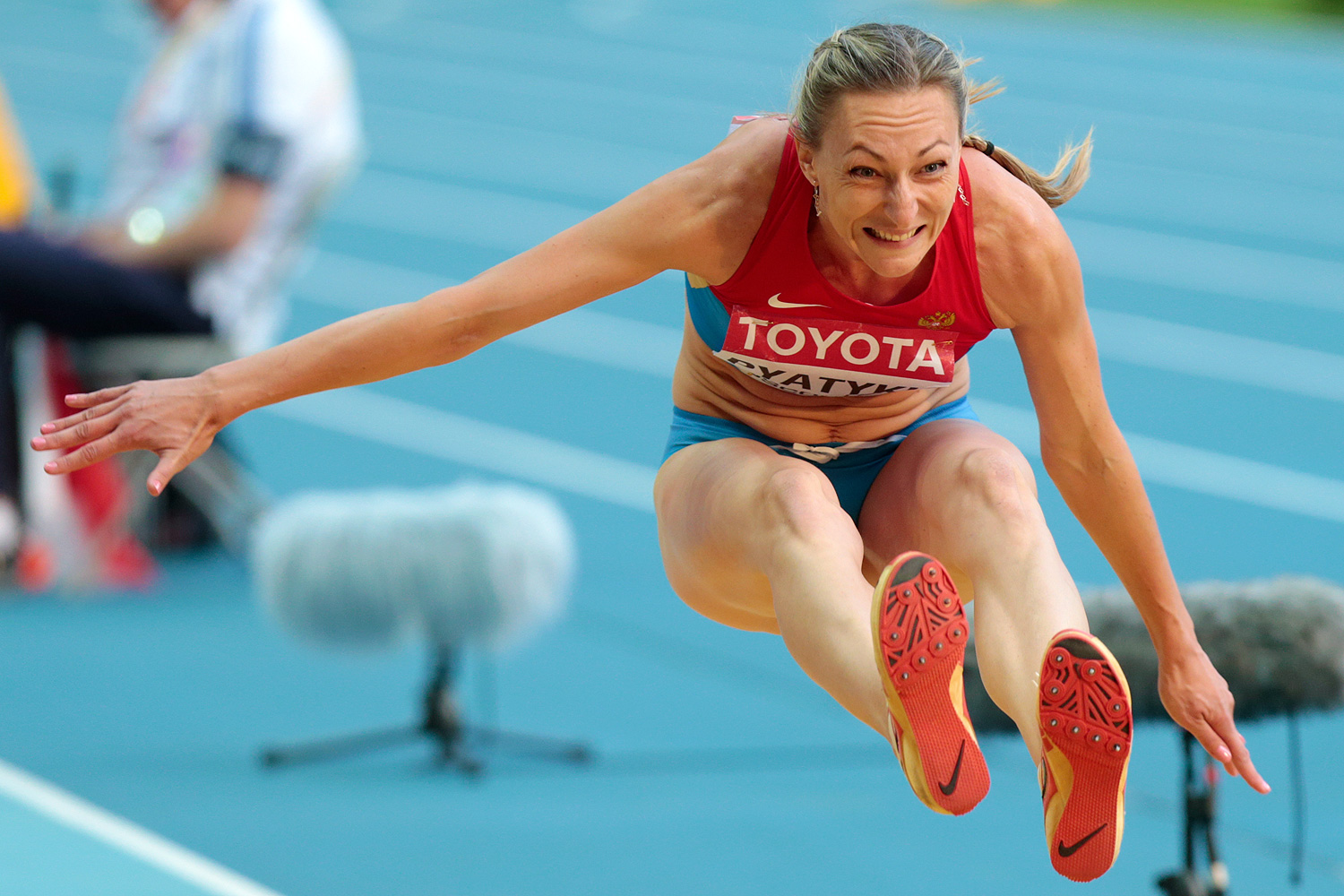
Anna Pjatych 2013

Anna Wiktorowna Pjatych (russisch Анна Викторовна Пятых, engl. Transkription Anna Pyatykh; * 4. April 1981 in Moskau) ist eine russische Dreispringerin.

## Sportliche Karriere
Bei den Europameisterschaften 2002 in München wurde sie Achte, bei den Weltmeisterschaften 2003 in Paris-Saint-Denis Vierte und bei den Olympischen Spielen 2004 in Athen Achte.
2005 bei den Weltmeisterschaften in Helsinki gewann sie Bronze mit 14,78 m hinter Trecia Smith (JAM) und Yargelis Savigne (CUB). 2006 errang sie mit ihrer persönlichen Bestleistung von 15,02 m ebenfalls die Bronzemedaille bei den Europameisterschaften 2006 in Göteborg hinter ihrer Landsfrau Tatjana Lebedewa und der Griechin Chrysopigi Devetzi, die nur drei Zentimeter vor ihr lag. Bei den Weltmeisterschaften 2007 in Osaka belegte sie den vierten Platz, der ihr später wegen Dopings aberkannt wurde.
Von 2004 bis 2007 wurde sie Russische Meisterin.
Anna Pjatych hat bei einer Größe von 1,75 m ein Wettkampfgewicht von 64 kg.

## Doping
Der Internationale Sportgerichtshof (CAS) disqualifizierte Pjatych wegen Doping rückwirkend ab dem 15. Dezember 2016, da er es als erwiesen ansah, dass sie das verbotene anabole Steroid Turinabol zur Leistungssteigerung benutzt hatte. Alle ihre Ergebnisse bei den Weltmeisterschaften 2007 in Osaka (Japan), wo sie Vierte geworden war, sowie zwischen dem 6. Juli 2013 und dem 15. Dezember 2016 wurden aberkannt, und zudem musste Pjatych ihr in diesem Zeitraum erhaltenes Preisgeld zurückzahlen. Sie wurde für die Zeit vom 15. Dezember 2016 bis 14. Dezember 2020 gesperrt.